# Мейте, Абдулай
Абдула́й Мейте́ (фр. Abdoulaye Méïté; 6 октября 1980, Коломб, Париж) — ивуарийский футболист, защитник. В 2003—2010 годах игрок сборной Кот-д’Ивуара.

## Биография
Воспитанник парижского клуба «Ред Стар». Через год после дебюта за свой родной клуб перешёл в «Марсель», за который он сыграл более 170 матчей. В 2006 году перешёл в английский «Болтон Уондерерс», за который отыграл два сезона. В марте 2008 года во время матча с «Манчестер Юнайтед» Мейте отказался выходить на второй тайм после ссоры с тренером, сославшись на травму, однако медицинский персонал «Болтона» определил, что игрок был здоров. С тех пор Мейте больше не играл за «Уондерерс». В августе 2008 года игрок за £2 миллиона перешёл в «Вест Бромвич Альбион». Контракт с игроком рассчитан на три года.
30 июня 2011 года на правах свободного агента подписал трёхлетний контракт с клубом французской Лиги 1 «Дижон», за который выступал один сезон.